# George Beban
George Beban, nato (San Francisco, 13 dicembre 1873 – Los Angeles, 5 ottobre 1928), è stato un attore, sceneggiatore e regista statunitense teatrale e cinematografico.

## Biografia
Figlio di due immigrati, il dalmata Rocco Beban e l'irlandese Johanna Dugan, George nacque a San Francisco nel 1873. A otto anni, iniziò la sua carriera teatrale cantando in complessi Minstrel. La sua bravura nel canto e il suo talento riconosciuto gli procurarono il soprannome di The Boy Baritone (il baritono ragazzo). Recitò in ruoli giovanili nella compagnia del California Theater di San Francisco.

## Filmografia

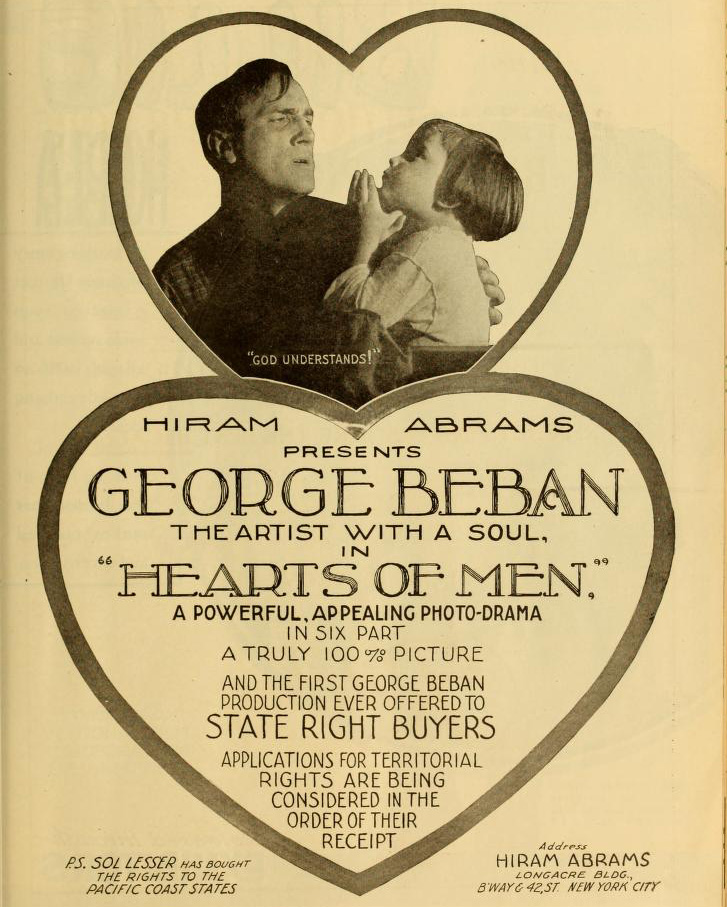
Hearts of Men (1919)

### Attore
- The Italian, regia di Reginald Barker (1915)
- The Alien, regia di Reginald Barker e Thomas H. Ince (1915)
- Pawn of Fate, regia di Maurice Tourneur (1916)
- Pasquale, regia di William Desmond Taylor (1916)
- His Sweetheart, regia di Donald Crisp (1917)
- The Bond Between, regia di Donald Crisp (1917)
- The Marcellini Millions, regia di Donald Crisp (1917)
- A Roadside Impresario, regia di Donald Crisp (1917)
- The Cook of Canyon Camp, regia di Donald Crisp (1917)
- Lost in Transit, regia di Donald Crisp (1917)
- Jules of the Strong Heart, regia di Donald Crisp (1918)
- One More American, regia di William C. deMille (1918)
- When It Strikes Home (1918)
- Hearts of Men, regia di George Beban (1919)
- One Man in a Million, regia di George Beban (1921)
- The Sign of the Rose, regia di Harry Garson (1922)
- The Greatest Love of All, regia di George Beban (1924)
- The Loves of Ricardo, regia di George Beban (1928)

### Sceneggiatore
- The Alien, regia di Reginald Barker e Thomas H. Ince (1915)
- Pawn of Fate, regia di Maurice Tourneur (1916)
- Pasquale, regia di William Desmond Taylor (1916)
- His Sweetheart, regia di Donald Crisp (1917)
- The Bond Between, regia di Donald Crisp (1917)
- The Marcellini Millions, regia di Donald Crisp (1917)
- A Roadside Impresario, regia di Donald Crisp (1917)
- One Man in a Million, regia di George Beban (1921)
- The Sign of the Rose, regia di Harry Garson (1922)
- The Greatest Love of All, regia di George Beban (1924)
- The Loves of Ricardo, regia di George Beban (1928)

### Regista
- Hearts of Men (1919)
- One Man in a Million (1921)
- The Greatest Love of All (1924)
- The Loves of Ricardo (1928)

### Produttore
- Hearts of Men, regia di George Beban (1919)
- The Sign of the Rose, regia di Harry Garson - supervisore (1922)
- The Greatest Love of All, regia di George Beban (1924)
- The Loves of Ricardo, regia di George Beban (1928)

### Montatore
- The Loves of Ricardo, regia di George Beban (1928)